# Ségus
Ségus település Franciaországban, Hautes-Pyrénées megyében. Lakosainak száma 259 fő (2022. január 1.). Ségus Lourdes, Omex, Ossen, Ouzous, Saint-Pé-de-Bigorre és Salles községekkel határos.

## Népesség
A település népessége az elmúlt években az alábbi módon változott:
| Lakosok száma | 264  | 256  | 247  | 235  | 234  | 242  | 239  | 249  | 259  |
|               | 2013 | 2015 | 2016 | 2017 | 2018 | 2019 | 2020 | 2021 | 2022 |